# Бафалис, Скип
Луи́с А́ртур «Скип» Бафа́лис (англ. Louis Arthur «Skip» Bafalis; 28 сентября 1929, Бостон — 10 марта 2023) — американский политик-республиканец, член Палаты представителей США от Флориды. Партнёр лоббистской фирмы «Alcalde & Fay» (Арлингтон, Виргиния). Член Американо-греческого прогрессивного просветительского союза (AHEPA).

## Биография
Имеет греческие корни.
В 1948 году окончил Манчестерскую центральную среднюю школу (Нью-Гэмпшир).
В 1952 году окончил Колледж Святого Ансельма (Гоффстаун) со степенью бакалавра наук.
В 1953—1956 годах служил в Армии США, имел звание капитана.
В 1955 году переехал во Флориду, где работал инвестиционным банкиром.
В 1965—1973 годах — член легислатуры Флориды.
В 1970 году выдвигал свою кандидатуру на пост губернатора штата Флорида.
В 1973—1983 годах — член Палаты представителей США от Флориды.
В 1974 году, в связи с вторжением турецких войск на северную территорию Кипра и её последующей оккупацией, члены Конгресса из числа американских греков Джон Брадимас, Пол Сарбейнз, Питер Кирос, Гас Ятрон и Скип Бафалис, а также Пол Цонгас, инициировали и лоббировали резолюцию о блокаде на поставку оружия Турции, которая была принята в сентябре этого же года, но впоследствии отменена в октябре 1975 года.
Стал известен в Конгрессе как эксперт по торговым и налоговым вопросам. Был ключевой фигурой в получении финансовых средств для наращивания межштатной автомагистрали I-75 через Юго-Западную Флориду.
После службы в Конгрессе работал консультантом по правительственным делам.
В 1988 году попытался вернуться в Палату представителей США, но уступил в выборах Портеру Госсу.

### Личная жизнь
Был женат, имеет троих детей. Проживал в Фэрфаксе (Виргиния).
Скончался 10 марта 2023 года.